# Blas Giunta
Blas Armando Giunta Rodríguez (Buenos Aires, 6 de setembro de 1963) é um treinador e ex-futebolista profissional argentino, que atuava como defensor.

## Carreira
Blas Giunta fez parte do elenco da Seleção Argentina de Futebol na Copa América de 91.

## Títulos
- Copa América: 1991